# Сазоновка (Павлодарская область)
Сазоновка (каз. Сазоновка) — упразднённое село в Павлодарском районе Павлодарской области Казахстана. Входило в состав Романовского сельского округа. Ликвидировано в 1990-е годы.

## Население
На топографической карте издания 1989 г. в селе значится 90 жителей.

## История
Село Сазоновка основано в 1912 г. русскими крестьянами в урочище Сапар Крестьянской волости. 